# Baugy (Oise)
Baugy è un comune francese di 302 abitanti situato nel dipartimento dell'Oise della regione dell'Alta Francia.

## Società

### Evoluzione demografica
Abitanti censiti